# Пам'ятки Лисичанська

## Пам'ятка архітектури
| Об'єкт, Адреса | Рік побудови | Світлини |  | Охор. № | Розташування |
| --- | ------------ | -------- |  | ------- | ------------ |
| Будинок культури вул. Червона,30 На мапі (Рішення облвиконкому 09.06.1983 № 264)                                      | 1930-1933    |          |  | 140169  |              |
| Будинок колишньої штейгерської школи. Вул. Менделеева,45 На мапі (Рішення облвиконкому 09.06.1983 № 264)              | 1873         |          |  | 140165  |              |
| Маєток керуючого содовим заводом. Вул. Сосюри,1. На мапі (Рішення облвиконкому 09.06.1983 № 264)                      | 1891         |          |  | 140168  |              |
| Казарма содового заводу. Вул. Могилевська,5.(Гімназія) На мапі (Рішення облвиконкому 09.06.1983 № 264)                | 1895         |          |  | 140165  |              |
| Житловий будинок. Вул. Грушевського,12. На мапі Розп. 20.02.1992 № 54                                                 | 1939         |          |  | 140156  |              |
| Житловий будинок. Вул. Грушевського,14. На мапі Розп. 20.02.1992 № 54                                                 | 1939         |          |  | 140157  |              |
| Школа. Пл. Червона,1. На мапі Розп. 20.02.1992 № 54                                                                   | 1901         |          |  | 140170  |              |
| Універсальний магазин. Вул. Менделеева,43 На мапі Розп. 20.02.1992 № 54                                               |              |          |  | 140159  |              |
| Клуб ІТР. Вул. Юнацька,78. На мапі Зруйнований російськими окупантами у червні 2022 р. Розп. 20.02.1992 № 54          | 1951         |          |  | 140161  |              |
| Гірничий технікум. Пр. Перемоги,84. На мапі Розп. 20.02.1992 № 54 Зруйнований російськими окупантами у червні 2022 р. | 1953         |          |  | 140162  |              |
| Житловий будинок. Вул. Лісничого,11. На мапі Розп. 20.02.1992 № 54                                                    | 1913         |          |  | 140163  |              |
| Житловий будинок. Вул. Лісничого,12. На мапі Розп. 20.02.1992 № 54                                                    | 1913         |          |  | 140164  |              |
| Клуб ім. Крупської. Вул. Першотравнева,52 На мапі Розп. 20.02.1992 № 54                                               | 1952         |          |  | 140167  |              |
| Кінотеатр «Комета». Вул. Довженка,3 На мапі Розпорядження ЛОДА від 30.05.2000 р. № 283                                | 1914         |          |  | 140155  |              |

## Нерухомі пам'ятки та пам'ятні знаки

### Братські могили уЛисичанську. Внесені додержавного реєстру
| Назва                                              | Зображення       | Відомості                                                                          | Охор. №                        | Розташування           |
| -------------------------------------------------- | ---------------- | ---------------------------------------------------------------------------------- | ------------------------------ | ---------------------- |
| Братська могила радянських воїнів, 1943 рр.        | Завантажити фото | 1980                                                                               | 376                            |                        |
| Братська могила борців за владу рад, 1918—1919 рр. |                  |                                                                                    | 384                            |                        |
| Братська могила радянських воїнів, 1941—1943 рр.   |                  | 1948                                                                               | 385                            |                        |
| Братська могила радянських воїнів, 1941—1943 рр.   | Завантажити фото | Встановлений: 1948                                                                 | 386                            |                        |
| Братська могила радянських воїнів, 1941—1943 рр.   |                  | Встановлений: 1948 оновлений 1985                                                  | 387                            |                        |
| Братська могила радянських воїнів, 1941—1943 рр.   |                  | Встановлений: 1948                                                                 | 388                            |                        |
| Братська могила радянських воїнів, 1941—1943 рр.   |                  | Встановлений: 1946                                                                 | 389                            |                        |
| Братська могила радянських воїнів, 1941—1943 рр.   |                  | Архітектор: М. Поздняков Встановлений: 1946 (оновлений 1987)                       | 390                            |                        |
| Братська могила радянських воїнів, 1943 р.         | Завантажити фото | Встановлений: 1948 (оновлений 1990)                                                | 391                            |                        |
| Братська могила жертв фашизму, 1942—1943 рр.       |                  | Встановлений: 1967 вул. Чорноморський тупик, шахта ім. 60-річчя Радянської України | 393                            |                        |
| Братська могила радянських воїнів, 1943 р.         | Завантажити фото | Встановлений: 1989                                                                 | 401                            | Територія ПрАТ «ЛиНІК» |
| Братська могила радянських воїнів, 1941—1943 рр.   | Завантажити фото | Встановлений: 1986                                                                 | 407                            |                        |
| Братська могила радянських воїнів, 1941—1942 рр.   |                  | Встановлений: 1985                                                                 | 408                            |                        |
| Братська могила радянських воїнів, 1943 р.         | Завантажити фото | Встановлений: 2002                                                                 | р-н відстійника з-ду «Лиссода» |                        |

### Пам'ятники, що перебувають на місцевому обліку
| Назва | Зображення       | Відомості | Охор. № | Розташування                      |
| --- | ---------------- | --- | ------- | --------------------------------- |
| Могила радянського воєначальника генерала В. С. Потапенка                                                   | Завантажити фото | Встановлений: 1975 | 392     | вул. Литовська (міське кладовище) |
| «Танк Т-34» Пам'ятник захисникам і визволителям Лисичанська, 1941—1943 рр.                                  |                  | Архітектор: М. Іванченко Встановлений: 1975 (рос.) | 404     |                                   |
| Пам'ятник робітникам з-ду «Пролетарій», що загинули на фронтах німецько-радянської війни, 1941—1945 рр.     |                  | Скульптор: І. Горовий Архітектор: І. Федак, А. Федак Встановлений: 1985 на вул. Мічуріна перед заводом «Пролетарій» | 409     |                                   |
| Пам'ятник рудознавцеві Г. Капустіну                                                                         |                  | Скульптор: А. Бірюков, Г. Семенов, В. Федченко, І. Чумак Встановлений: 1960 | 424     |                                   |
| Пам'ятник українському поетові В. М. Сосюрі                                                                 |                  | Скульптор: І. Овчаренко Встановлений: 1966 | 425     |                                   |
| Пам'ятний знак на місці, де була закладена перша шахта в Україні.                                           |                  | вигляд та напис змінювався 4 рази: 1951 -«В этом овраге в 1795 г. был заложен первый рудник, положивший начало развития каменноугольной промышленности в Донбассе»; 1960-і -«В цій балці в 1795 р. була закладена перша шахта Донбасу»; 1970-і -«Здесь в 1795 году была заложена первая шахта в Донбассе»; 1995 — «Здесь, в Лисьей балке, по указу Екатерины ІІ от 14 ноября 1795 года была построена первая шахта Донбасса». «Сей минерал если не нам, то нашим потомкам зело полезен будет. 1695 г. Петр Первый» | 400     |                                   |
| Монумент воїнам-літунам                                                                                     |                  | Архітектори: М. Ломако, О. Арцев Встановлений: 2001 |         |                                   |
| Меморіальний комплекс «Пам'ять» на честь загиблих у німецько-радянській війні, 1941—1945 рр.                |                  | Архітектор: О. Арцев Встановлений: 2001 |         |                                   |
| Пам'ятний знак воїнам 279-ї стрілецької дивізії, які загинули під час форсування Сіверського Дінця, 1943 р. |                  | Архітектор: М. Ломако Встановлений: 1995 |         |                                   |
| Пам'ятний знак на місці масового розстрілу мирних жителів під час окупації міста, 1942—1943 рр.             |                  | Встановлений: 2003 |         |                                   |
| Пам'ятний знак на честь робітників содового заводу, які загинули в німецько-радянській війні, 1941—1945 рр. |                  | Встановлений: 1975 |         |                                   |
| Пам'ятний знак на місці масового розстрілу мирних жителів під час окупації міста, 1943 р.                   |                  | Встановлений: 2003 |         |                                   |
| Пам'ятний знак на місці масового розстрілу мирних жителів під час окупації міста, 1942—1943 рр.             | Завантажити фото | Встановлений: 2003 |         | Сквер БОК «Волна»                 |
| Пам'ятний знак на місці масового розстрілу мирних жителів під час окупації міста, 1942—1943 рр.             | Завантажити фото | Встановлений: 2003 |         | вул. Донецька                     |
| Пам'ятний знак на честь 200-річчя Донбасу, 1795—1995 рр.                                                    |                  | Встановлений: 1995 |         |                                   |
| Пам'ятний знак жертвам голодомору в Україні, 1932—1933 рр.                                                  |                  | Встановлений: 1990 |         |                                   |
| Пам'ятний знак «Землякам-чорнобильцям», 1986 р.                                                             |                  | Архітектори: М. Ломако, О. Арцев Встановлений: 2001 |         |                                   |
| Пам'ятний знак воїнам-інтернаціоналістам, 1984 р.                                                           |                  | Скульптор: Є. Карпов Архітектор: А. Сніцарєв Встановлений: 1993 |         |                                   |

### Пам'ятники жертвам другої світової війни

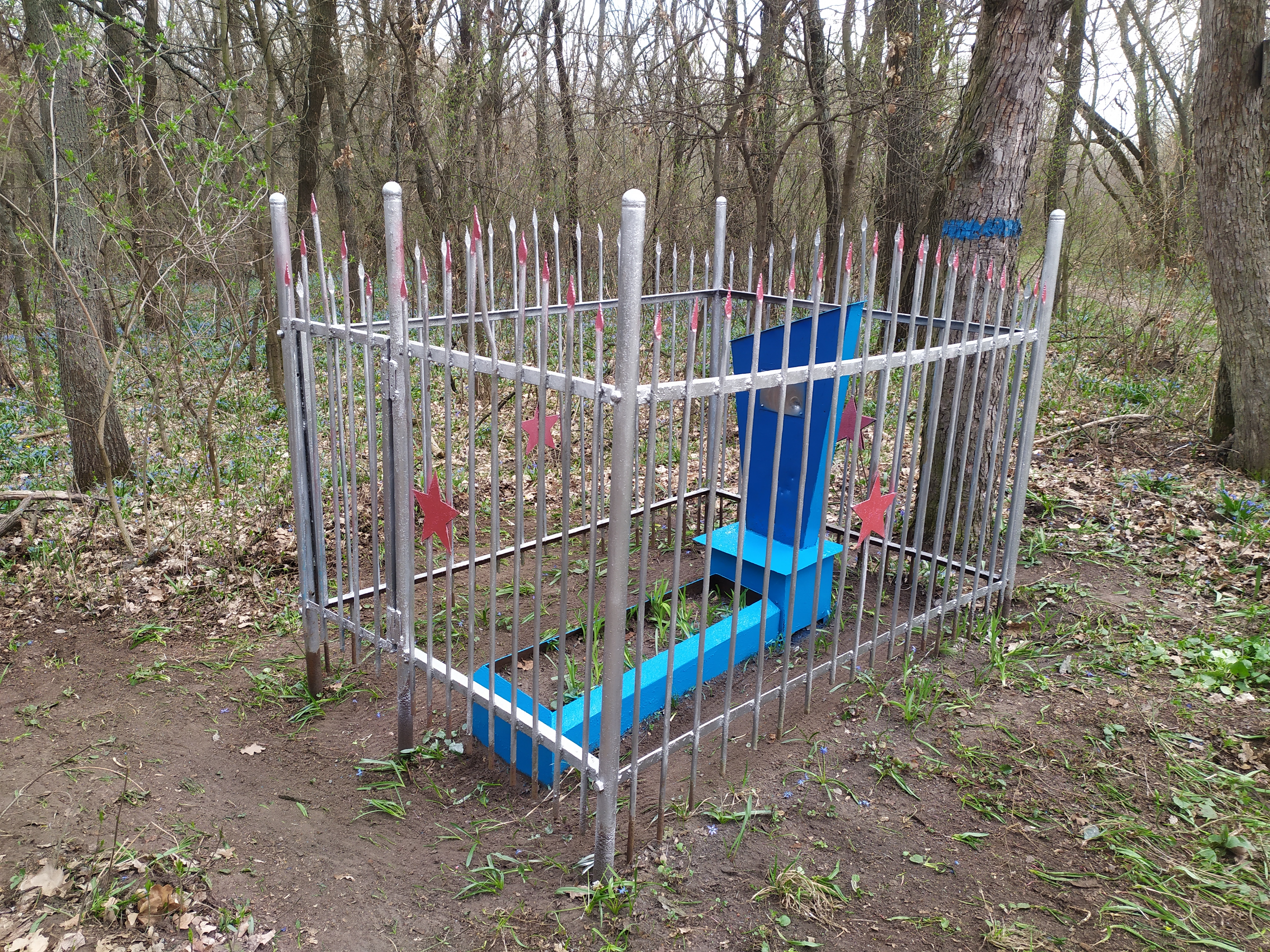

| Назва                                                                                             | Зображення | Відомості                                              | Розташування |
| ------------------------------------------------------------------------------------------------- | ---------- | ------------------------------------------------------ | ------------ |
| Пам'ятний знак жертвам єврейського населення, розстріляного під час окупації міста, 1942—1943 рр. |            | Встановлений: 2013 - памятник жертвам Холокоста (рос.) |              |
| Могила літунів                                                                                    |            | вул. Бахмутська, (р-н молокозаводу)                    |              |

Могила Солдата

### Інші пам'ятники Лисичанська
| Назва                                                                                | Зображення | Відомості          | Розташування                |
| ------------------------------------------------------------------------------------ | ---------- | ------------------ | --------------------------- |
| Пам'ятник російському письменникові М. Горькому                                      |            |                    |                             |
| Пам'ятник німецькому філософу-матеріалістові К. Марксу                               |            |                    |                             |
| Пам'ятник російському поетові О. Пушкіну                                             |            |                    |                             |
| Пам'ятний знак тим, хто пройшов горнило Чорнобиля, 1986 р.                           |            |                    |                             |
| Скульптура «Олень»                                                                   |            | Встановлений: 1960 |                             |
| Пам'ятний знак шахтарям, що загинули під час видобутку вугілля на шахті «Чорноморка» |            | Встановлений: 2012 | Шахта «Чорноморка»          |
| Пам'ятник Г.Капустіну                                                                |            |                    | Шахта імені Г. Г. Капустіна |
| Пам'ятник шахті «Костянтин Скальковський»                                            |            |                    |                             |

### Меморіальні дошки
| Світлина | Назва, опис                                                                                | Світлина | Назва, опис                                                                                                 |
| -------- | ------------------------------------------------------------------------------------------ | -------- | --- |
|          | Меморіальна дошка Менделєєву та Лутугіну. Пошкоджена Штейгерська школа                     |          | Плита на моглі Сергеева П.Д.(1859-1927) Штейгерська школа. 1993р.                                           |
|          | Генерал-майору О. В. Радієвському (загинув 23.07.2014) вул. Радієвського, шахта Титова     |          | В.Роменському вул. Менделєєва,41                                                                            |
|          | Меморіальна дошка випускникам Лисичанського гірничого технікуму - Героям Радянського Союзу |          | Меморіальна дошка випускникам Лисичанського гірничого технікуму - учасникам війни в Афганістані (1979-1989) |
|          | шахта ОГПУ розтрощена у 2020 р.                                                            |          | Меморіальна дошка Петру Мордвинову, директору Лисичанського гірничого технікуму в 1944-1974 рр.             |

## Стели
| Назва                                                           | Зображення | Відомості | Розташування    |
| --------------------------------------------------------------- | ---------- | --------- | --------------- |
| Стела при в'їзді до м. Лисичанська з боку Павлоградського моста |            |           |                 |
| Стела при в'їзді до м. Лисичанська з південного боку            |            |           |                 |
| Стела при в'їзді до м. Лисичанська з боку вул. Бахмутської      |            |           | вул. Бахмутська |
| Стела при в'їзді до м. Лисичанська з боку Синецького моста      |            |           |                 |

## Демонтовані пам'ятники радянської пропаганди
В Лисичанске за минувшие выходные упали два памятника Ленину // Восточный репортер 29.11.2015 
| Назва                                                                        | Зображення       | Відомості | Охор. № | Розташування |
| ---------------------------------------------------------------------------- | ---------------- | --- | ------- | ------------ |
| Пам'ятник більшовицькому та радянському військовому діячеві К. Є. Ворошилову |                  | Скульптор: О. Манізер Архітектор: І. Рожин Встановлено: 1975 Демонтовано: 2015, передано до музею.(рос.) Відновлено: 2023 | 423     |              |
| Пам'ятник більшовицькому діячеві В. І. Леніну                                |                  | Скульптор: В. Кузнєцов Архітектор: В. Гнєздилов Встановлено: 1972 Демонтовано: 2016                                       | 421     |              |
| Пам'ятник більшовицькому діячеві В. І. Леніну                                |                  | Скульптор: В. Мухін, В. Федченко, І. Чумак Архітектор: В. Іванченко Встановлений: 1974 Демонтовано: 2016                  | 419     |              |
| Пам'ятник більшовицькому діячеві В. І. Леніну                                |                  | Було повалено у 2014 Демонтовано: 2016                                                                                    |         |              |
| Пам'ятник більшовицькому діячеві В. І. Леніну                                |                  | Скульптор: О. Котіхін Демонтовано: 2014                                                                                   |         |              |
| Пам'ятник більшовицькому діячеві В. І. Леніну                                |                  | |         |              |
| Пам'ятник більшовицькому діячеві В. І. Леніну                                |                  | Скульптор: М. Шильніков Демонтовано: 2015                                                                                 |         |              |
| Пам'ятник більшовицькому діячеві В. І. Леніну                                |                  | Скульптор: Г. Постніков Встановлено: 1930 Демонтовано: 2015(рос.)                                                         |         |              |
| Пам'ятник більшовицькому діячеві В. І. Леніну                                |                  | |         |              |
| Пам'ятник більшовицькому діячеві В. І. Леніну                                |                  | Скульптор: В. Мухін Демонтовано: 2015                                                                                     |         |              |
| Пам'ятник більшовицькому діячеві В. І. Леніну                                |                  | Демонтовано: 1975 у зв'язку перенесенням центральної площі міста.                                                         |         |              |
| Пам'ятник більшовицькому діячеві В. І. Леніну                                | Завантажити фото | |         |              |
| Стела «Серп і Молот»                                                         |                  | Архітектор: М. Іванченко Встановлено: 1967 Демонтовано: 2001                                                              |         |              |

## Пам'ятники, демонтовані російськими окупантами
| Назва | Зображення | Відомості                            | Розташування |
| --- | ---------- | ------------------------------------ | ------------ |
| Меморіальний пам'ятник військовослужбовцям 24-ї окремої механізованої бригади — майорові мед. служби С. Рокіцькому, солдатові П. Лейбі; начальникові протиповітряної оборони 51-ї окремої механізованої бригади — підполковникові В. Спасьонову |            | Встановлений: 2016 Демонтовано: 2022 |              |
| Пам'ятник добровольцям антитерористичної операції, 2014 р. |            | Встановлений: 2020 Демонтовано: 2022 |              |
| Меморіальний пам'ятник військовослужбовцям 21-ї окремої бригади охорони громадського порядку — генерал-майорові О. Радієвському, полковникові П. Сніцару, солдатові І. Коцяру, 2014 р.                                                          |            | Встановлений: 2015 Демонтовано: 2022 |              |

## Геологічні пам'ятки
| Назва              | Зображення       | Відомості | Охор. №             | Розташування  |
| ------------------ | ---------------- | --- | ------------------- | ------------- |
| Конгресів яр       |                  | Унікальне відслонення зони Північно-Донецького насуву, одного з найбільших диз'юнктивів північного Донбасу. Спостерігаються палеозой-мезозойські шари середньокам'яновугільного періоду з великими кутами падіння та тріасові глини з кутами зворотного падіння, які перебувають в тектонічному контакті з відкладеннями верхньокрейдяного і палеогенового періоду. |                     |               |
| Лисичанський купол | Завантажити фото | Геологічна структура в межах міста, з півночі відокремлюється від Новодружеського куполу промоїнами, з півдня — річкою Верхня Біленька та її притоками. Чітко виділяється в рельєфі. Завдяки сучасним тектонічним рухам (підйому куполу) виник чітко виражений зворот річища Сіверського Дінця. В 1958 році в процесі геологічної зйомки на південь від міста були виявлені четвертинні алювіальні піски, які залягають безпосередньо на відкладеннях кам'яновугільного періоду. | Не потребує охорони | м. Лисичанськ |